# WWK Arena
La WWK Arena, anciennement nommé SGL Arena est un stade de football situé à Augsbourg dans le Land de Bavière en Allemagne.
Principalement utilisé pour le football, c'est le domicile du FC Augsbourg qui évolue en Championnat d'Allemagne de football. Le stade a une capacité de 30 660 places (19 060 places assises, 11 034 debout, les loges offrent 520 places, 46 places pour les Personnes à Mobilité Réduite), mais il est prévu de l'agrandir à 49 000 places.

## Histoire
Ouvert en 2009, il remplace le Rosenaustadion. Initialement appelé Impuls Arena, le stade est renommé SGL arena après acquisition des droits de naming par la société SGL Carbon. Ces droits sont ensuite revendus à la société d'assurance WWK, ce qui provoque le renommage du stade en WWK Arena le 1er juillet 2015.

## Événements
- Coupe du monde de football féminin des moins de 20 ans 2010
- Supercoupe d'Allemagne de football, 7 août 2010
- Coupe du monde de football féminin 2011

## Galerie

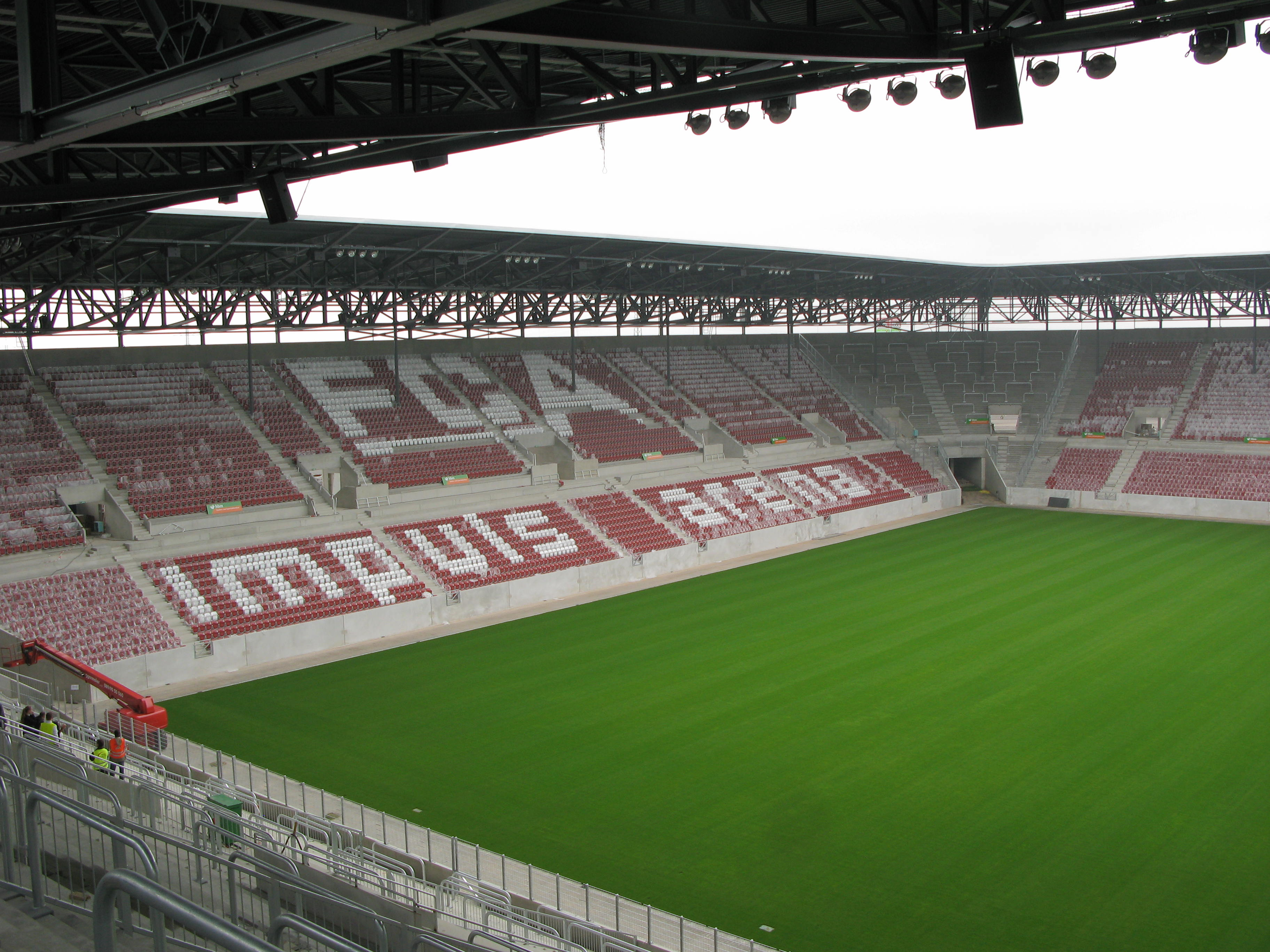
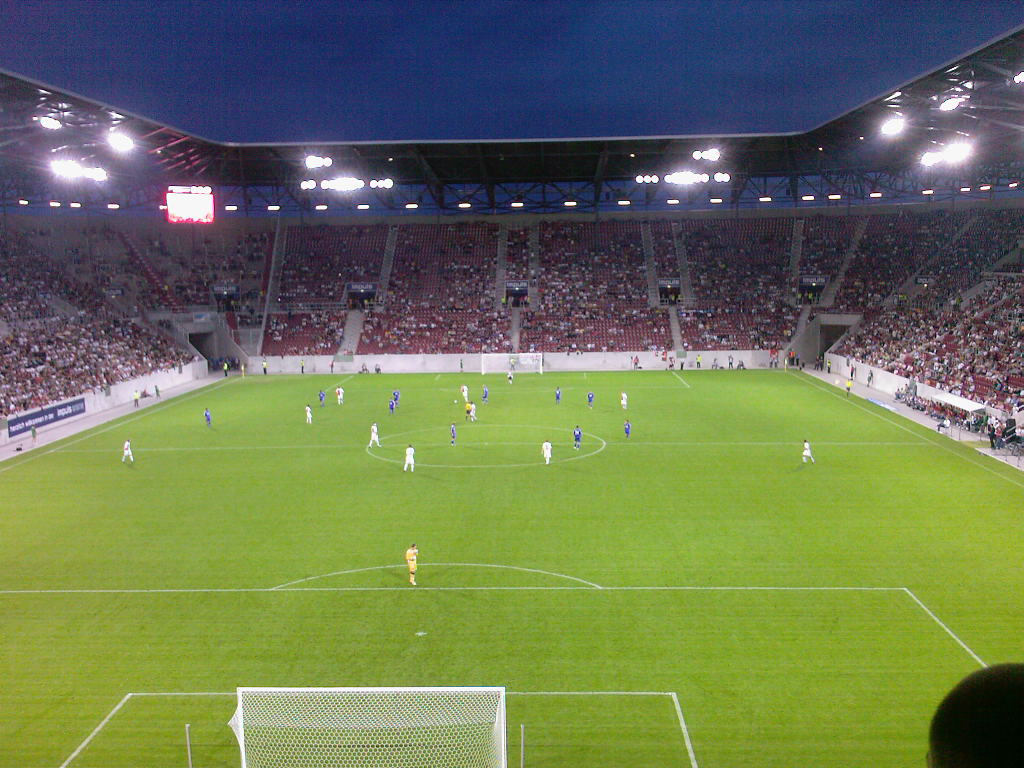
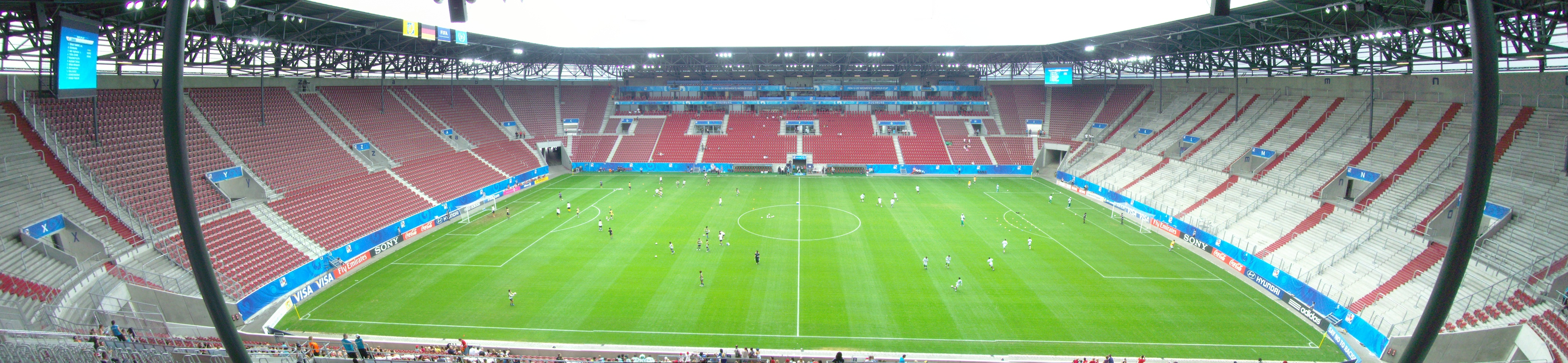